# وليد الهليس
وليد الهليس ( 1952-) شاعر ومترجم فلسطينيي، هُجرت عائلته من بلدة ترشيحا عام 1948 بسبب النكبة إلى قطاع غزة التي ولد فيها، وعاش منذ الثمانينات في السويد، حصل على شهادة البكالوريوس في الفلسفة وعلم النفس من جامعة بيروت العربية، اعتقلته قوات الاحتلال من عام 1969 إلى عام 1974، يُعد شعره من بين الإسهامات الشعرية البارزة في الأدب الفلسطيني، وتناوله مجموعة من الباحثين مثل حنان ميخائيل عشراوي وفريال جبوري غزول.
أصيب بغارة جوية إسرائيلية أثناء زيارته لقطاع غزة والتي استشهد فيها مجموعة من أفراد أسرته خلال ما يعرف بعملية طوفان الأقصى.

## دواوينه
له مجموعة من القصائد والكتب والترجمات منها:
- مجموعة قصائد (غزة، وجد، بنفسجة لشعرها، نسرولقلق/ رحلة الاشتياق والذهول، آذار يلون الأزرق ...حافيا).
- مقال الطفل والولادة في مجلة الأقلام الصادرة عام 1981.

- الذهاب إلى الموت مبكر، صدر عام 1980.
- الذهاب مبكرا إلى الموت صدر عام 1980.
- كل ما في الأمر.
- الحصار، صدر عام 1982.

- أسرار مارنا هاوس...حكايات من غزة، تأليف لوتا شولركفيست.
- الشعر العربي والإستشراق للمؤلف باروسلاف ستيتكيفيتش، صدر عام 2004